# ديريك وليامز (واثب حواجز)
ديريك وليامز (بالإنجليزية: Derrick Williams)‏ هو واثب حواجز ‏ أمريكي، ولد في 25 مارس 1982 في أوهايو في الولايات المتحدة.

## وصلات خارجية
- ديريك وليامز على موقع الاتحاد الدولي لألعاب القوى (الإنجليزية)